# Cyperus kabarensis
Cyperus kabarensis är en halvgräsart som beskrevs av Henri Chermezon. Cyperus kabarensis ingår i släktet papyrusar, och familjen halvgräs.
Artens utbredningsområde är Kongo-Kinshasa. Inga underarter finns listade i Catalogue of Life.